# Wielka Loża Irlandii
Wielka Loża Irlandii – druga najstarsza wielką loża masońska na świecie. Za datę jej powstania uznaje się rok 1725, kiedy to zainstalowano nowego wielkiego mistrza, pierwszego earla Rosse Richarda Parsonsa. Obecnie Wielka Loża Irlandii posiada jurysdykcje nad 13 regionalnymi wielkimi lożami w Irlandii i Irlandii Północnej oraz 12 prowincjami poza terytorium wyspy (m.in. w Zambii, Ghanie, na Bermudach i na Sri Lance).